# Mascarenotus murivorus
Mascarenotus murivorus е изчезнал вид птица от семейство Совови (Strigidae). Обитавал е Мавриций.

## Разпространение
Видът е разпространен в Мавриций.